# Chapelle Notre-Dame-des-Anges
Chapelle Notre-Dame-des-Anges är ett kapell i Paris, helgat åt Jungfru Maria, och särskilt åt hennes roll som Änglarnas drottning. Kapellet är beläget vid Rue de Vaugirard i Quartier Notre-Dame-des-Champs i sjätte arrondissementet. Kapellet ritades i nygotik och uppfördes åren 1864–1866 för Maristorden. Interiörens glasmålningar med scener ur Jungfru Marie liv är utförda av Joseph Vigné.
Chapelle Notre-Dame-des-Anges är sedan år 1984 ett monument historique.

## Omgivningar
- Notre-Dame-des-Champs
- Chapelle Saint-Vincent-de-Paul
- Missions étrangères de Paris med Chapelle de l'Épiphanie

## Bilder
| - Notre-Dame-des-Champs. - Chapelle Saint-Vincent-de-Paul. - Chapelle de l'Épiphanie. |

## Kommunikationer
- Tunnelbana – linje  – Saint-Placide
- Busshållplats Rennes – Saint-Placide – Paris bussnät